# Maame Harris Tani
Maame Harris Tani, parfois connu sous le nom de « Grace », née dans les années 1870-1880 et morte en 1958, est une figure religieuse ghanéenne.

## Biographie
Née dans la ville de Krisan dans la Région de l'Ouest de ce qui allait devenir le Ghana, Tani est membre du peuple Nzema. Elle acquiert très tôt une réputation de guérisseur et d'herboriste. En 1914, elle devint la première personne convertie par William Wadé Harris, dont elle devint la troisième épouse. Elle développe un don pour la possession, et avec Papa Kwesi John Nackabah devient leader dans l'Eglise des Douze Apôtres du Ghana quand Harris retourne en Côte d'Ivoire. L'église reste populaire aujourd'hui; au centre de son existence se trouve le rituel de guérison connu sous le nom de sunsum edwuma, ou "travail spirituel", exécuté avec de l'eau dans des bassins et développé par Maame Tani dans les années 1920